# الجونة
الجونة هي منتجع سياحي يقع بمدينة الغردقة على ساحل البحر الأحمر. تعود نشأة المنتجع إلى عام 1990 حين طورته شركة أوراسكوم للفنادق والتنمية على مجموعة من الجزر كأحد مشروعاتها السياحية. تبعد الجونة عن مطار الغردقة الدولي 22 كم إلى الشمال، ويفصلها عن القاهرة مسافة 470 كم.
معنى الاسم: أصل اسم الجُونة عربي، والجونة عبارة عن سُليلة (قطعة) من الجلد على شكل دائرة يَحفظ العطار فيها الطِّيب من العطر، وقد ذكر الاسم رسول الإسلام محمد في أحاديث وقال أن معنى الجُون هو “فِتَنٌ كقِطعِ اللَّيِلِ المُظلِمِ”. وقال أيضاً في حديث: ((فوجدت ليَدِه بَرْدًا وريحًا، كأَنَّما أَخرجها من جُونة عطَّار)).
كما للجُونة معاني كثيرة منها:  يقال والجُونة الأَكَمة (أي التل أو المكان المرتفع)، الجَوْن اسم يطلق على كلّاً من: الأَسود، والأبيض. والجَوْن هو الأَسود تُخالطه حُمرة، والجمع: جُونٌ. كما يطلق اسم الجَوْنَة على الشئ الأبيض والنور الذي يصدر عن الشئ اللامع الصافي، ويقال الشمس جَوْنَة أي بيضاء ذات شعاع باهر، ويقال الجَوْن طرف القَوْس، كما يقال ورست السفينة في الجونة أي في الخليج، وربما ينطبق عليها هذا المعنى لأنها عبارة عن خليج صغير.

## الأهمية السياحية
تتميز الجونة بكونه موقعا للغطس في الأعماق والرياضات المائية المختلفة، ويوجد بالمنتجع شاطئان رئيسيان هما شاطئ «زيتونة بيتش» وشاطئ «مانجروفي بيتش»، ويتخلل المنتجع عدد كبير من القنوات المائية ما يجعل لكل منزل أو فيلا أو شاليه في المنتجع شاطئا خاصا به، ومعظم هذه القنوات المائية أقيم عليها جسور حجرية صغيرة لتسهيل التنقل.
يوجد في الجونة 6 أحياء هي حي «مارينا تاون»، «الحي المتوسطي»، «حي الجولف»، «الحي النوبي»، «حي الهضبة» و«الحي الإيطالي». كما توجد ثلاث مناطق مركزية رئيسية في الجونة تتواجد بها منازل ومحال تجارية ومناطق تسوق وحانات ومطاعم ونوادي ليلية هي منطقة الداون تاون ومنطقة ميدان تمر حنة ومنطقة مارينا أبو تيج والتي يجري تطويرها لاستقبال اليخوت الكبيرة الحجم، وتوجد محطة إذاعة FM منوعة في المنتجع هي «راديو الجونة» ويوجد بمنتجع الجونة 14 فندقا من درجات 4 الي 5 نجوم إضافة الي فندق 6 نجوم. وهو يمتد قرب مارينا أبو تيج في المنتجع، كذلك يوجد مرسى لليخوت آخر هو أبيدوس مارينا.
- استضافت الجونة مسابقات دولية للجولف نظمها فريد كوبلز الذي حمل التصنيف رقم واحد سابقا في اللعبة.

يوجد في الجونة أيضا مستشفي متكامل التجهيز ويوجد بها أيضا مدرسة EGIS وجامعة برلين التقنية ومطار صغير خاص بالمنتجع وللطائرات الخاصة ولطائرات «تشارتر».
يوجد بالجونة أيضا متحف صغير يحوي نحو 90 معروضة افتتح العام 1990. ويحوي كذلك معرض يعرض أعمال الفنان التشكيلي المصري المعاصر حسين بيكار.
كما افتتحت سوزان مبارك زوجة الرئيس المصري الأسبق في 5 مايو 2008 م. مكتبة سفارة المعرفة، وهي مكتبة رقمية متطورة ترتبط بشكل رئيسي بمكتبة الأسكندرية وما تضمه من أرشيف وكتب ووثائق وبيانات.

## الفنادق
يوجد في مدينة الجونة الكثير من الفنادق والمنتجعات الصحية التي تبدأ من ثلاثة نجوم وحتى خمس نجوم ويقصدها السياح من داخل مصر وخارجها.

## نادي اليخوت
تتميز مدينة الجونة بنادي يخوت أو مارينا يخوت لاستقبال يخوت رواد منتجع الجونة والمسافرين عبر البحر ويشبه النادي في خدماته النوادي الأخرى مثل نادي يخوت شرم الشيخ ومارينا الساحل الشمالي المصري ومارينا ليماسول في دولة قبرص المجاورة ومارينا دبي.

## معرض صور

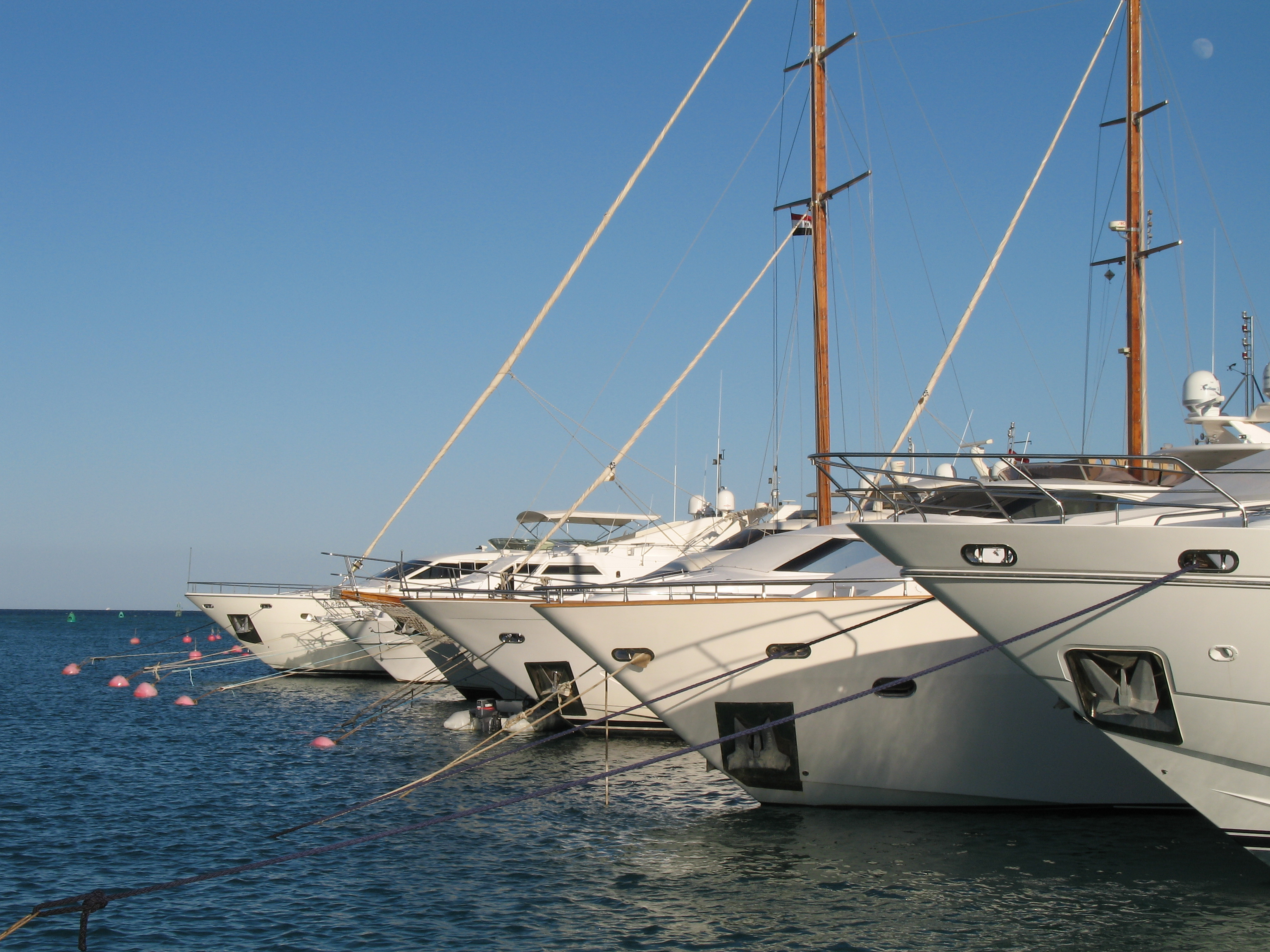
يخوت في الجونة
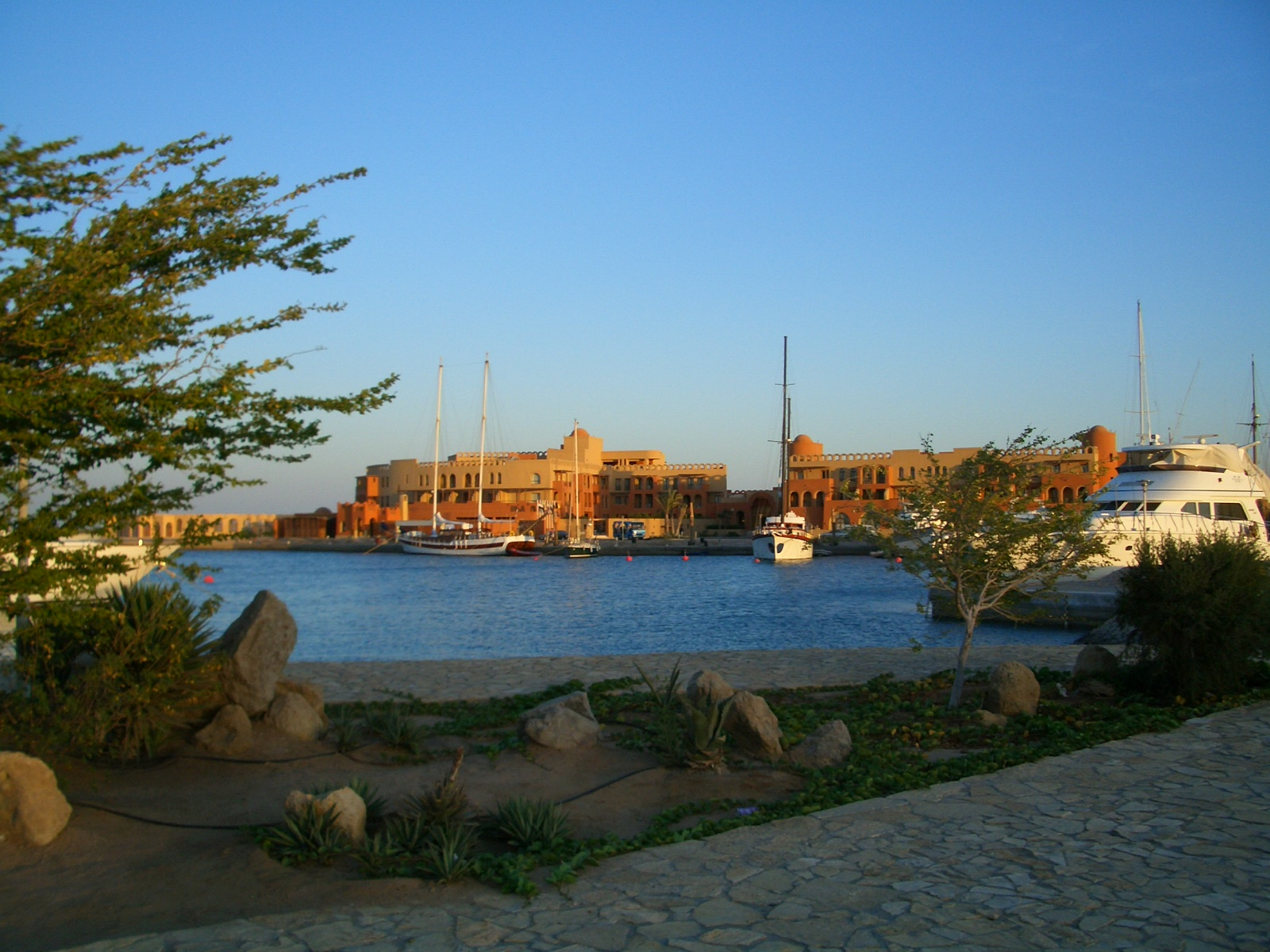
أحد مناطق الجونة
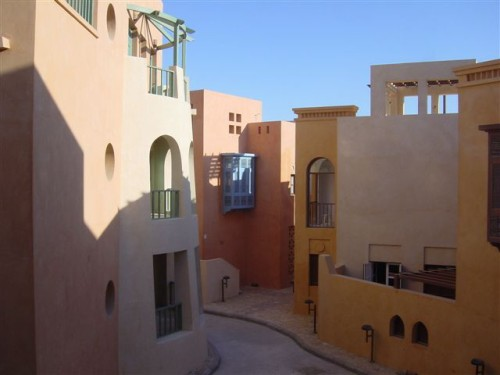
هندسة معمارية متميزة في الجونة
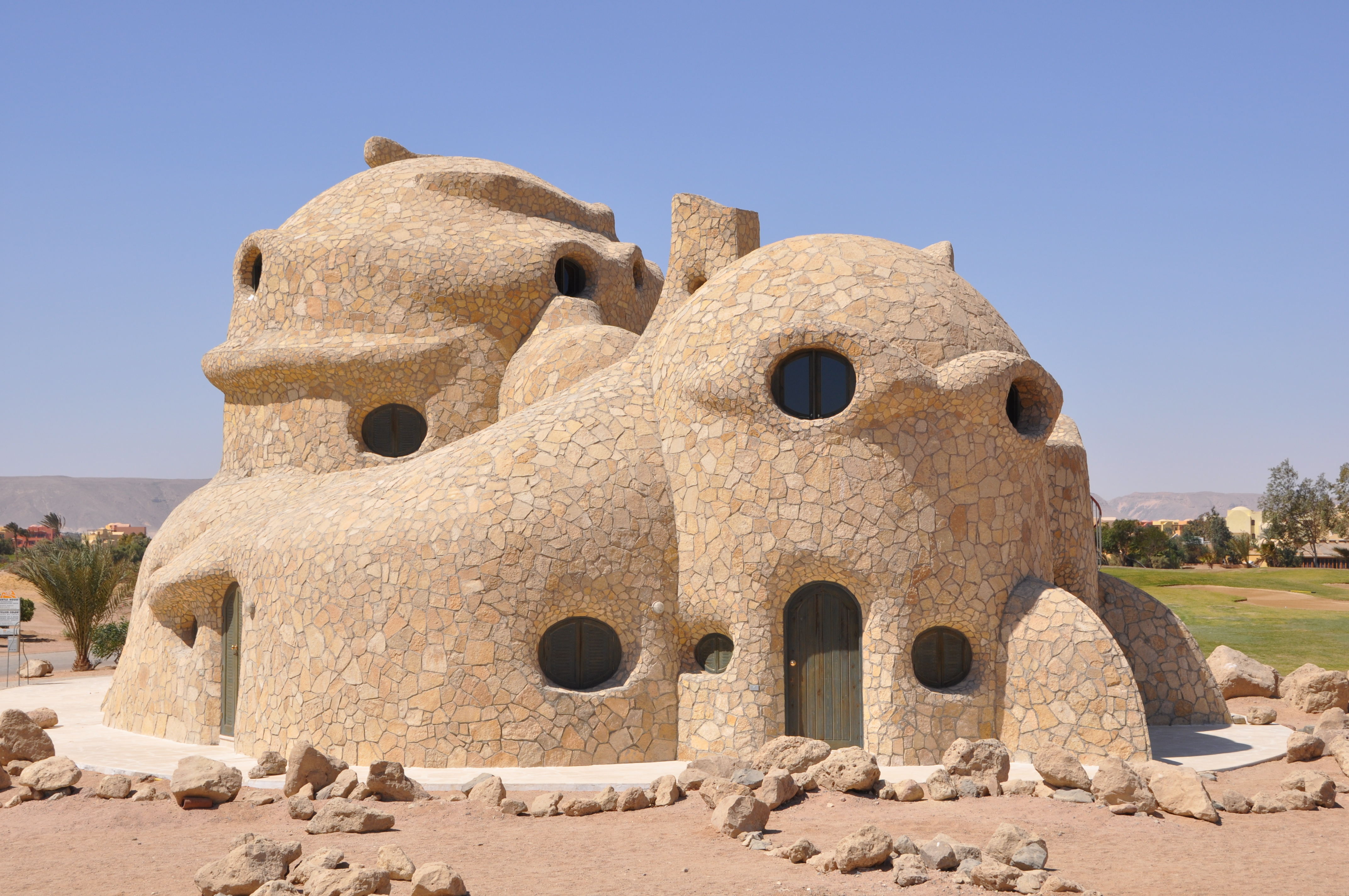
بيت السلحفاة من تصميم المهندس المعماري الألماني كورت فولتزكي.
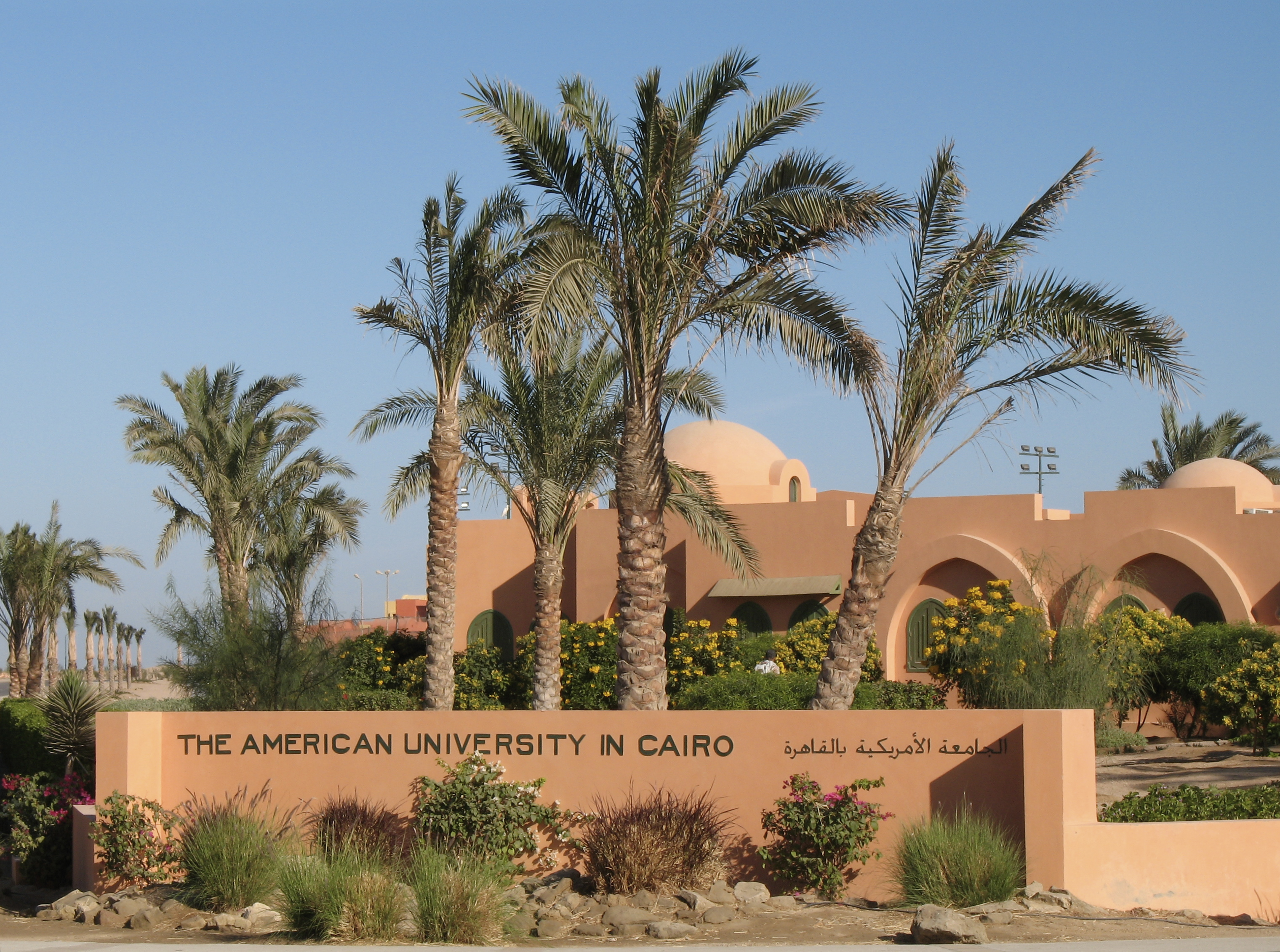
فرع الجامعة الأمريكية بالقاهرة في الجونة

## وصلات خارجية
- موقع منتجع الجونة الرسمي
- أوراسكوم للتنمية - الشركة المطورة للجونة